# Kanał Jegliński
Kanał Jegliński – najdłuższy kanał mazurski na szlaku Wielkich Jezior Mazurskich o długości 5250 m zbudowany w latach 1845–1849

## Opis
Kanał Jegliński ma długość 5250 m i powstał w latach 1845–1849 z inicjatywy króla pruskiego Fryderyka Wilhelma IV. Łączy jezioro Roś, jego najbardziej wysuniętą odnogę, z jeziorem Seksty. Pierwsza droga (z Maldanina do Czarnego Rogu) przecina kanał w jego części południowej, następna ze wsi Jeglin do Szczech Wielkich. Przez kanał przechodził dawniej most kolejowy zlikwidowanej w 1945 r. linii kolejowej Pisz – Orzysz. Obok wsi Karwik znajduje się śluza Karwik. Istniejący tam jaz spiętrza wodę w Śniardwach o 1 m wyżej w stosunku do poziomu wody w jeziorze Roś. Znajdująca się przy jazie śluza umożliwia ruch większych jednostek pływających. Śluza ma komorę długości 45 m, a szerokość wrót wodnych wynosi 7,5 m, głębokość przy średniej wodzie 1,5 – 2,0 metra. Śluza wybudowana została w latach 1845–1849.
Zgodnie z Rozporządzeniem Rady Ministrów z 2002 r. ws. klasyfikacji śródlądowych dróg wodnych, kanał ma klasę żeglowną Ia. Na Mapie Podziału Hydrograficznego Polski kanał jest odcinkiem Pisy o nazwie Pisa (Kanał Jegliński) od jez. Seksty do jez. Roś i identyfikatorze cieku 46012 oraz identyfikatorze MPHP10 26473. W planie gospodarowania wodami na obszarze dorzecza Wisły z 2011 został włączony do naturalnej jednolitej części wód PLRW20002526473 (Pisa z jeziorem Śniardwy i Orzyszą do wpływu do jeziora Roś)). Na nim zlokalizowany jest reprezentatywny dla tej jednolitej części wód punkt pomiarowo kontrolny.

## Remont Kanału
Z Narodowego Programu Ochrony Środowiska i Gospodarki Wodnej sfinansowano remont Kanału. Jesienią 2014 roku ogłoszono przetarg, który wygrała firma Strabag. Prace zakładały wymianę zabezpieczeń brzegów kanału przez obustronne wyłożenie gabionami (metalowymi koszami wypełnionymi kamieniami) na długości 4700 mb. Zaplanowano również usunięcie istniejącego umocnienia brzegu z pali żelbetowych na długości 300 mb (łącznie po obu stronach) metodą wypłukiwania i wyrywania pali. W ramach projektu wykonano odmulenie kanału o 50 cm na całej długości 5250 m, co ma poprawić jego żeglowność. Całkowitą wartość prac oszacowano na 14.800.000 zł. W ramach remontu zaplanowano również wymianę dalb cumowniczych w awanportach i komorze śluzy Karwik.

## Remont mostu w Jeglinie
W 2015 roku Generalna Dyrekcja Dróg Krajowych i Autostrad ogłosiła przetarg na rozbiórkę i budowę nowego mostu nad Kanałem Jeglińskim w Jeglinie. Projekt zrealizowała firma Skanska S.A. Most znajduje się na drodze krajowej nr 63 Pisz – Orzysz. Prace zostały wykonane w 2016 roku. Obejmowały budowę mostu objazdowego, rozebranie starego mostu i budowę nowego. Nowy most ma nośność 50 ton.

## Jakość wód
Mimo bycia kanałem, w systemie gospodarki wodnej jest fragmentem jednolitej części wód o typie 25, czyli ciek łączący jeziora. Jest na nim wyznaczony punkt pomiarowo kontrolny reprezentatywny dla tej części wód i stosowane są kryteria stanu ekologicznego wód naturalnych. W 2017 stan fitobentosu sklasyfikowano jako bardzo dobry, makrofitów i makrozoobentosu jako dobry, a ichtiofauny jako umiarkowany. Większość elementów fizykochemicznych osiągnęła kryteria pierwszej lub drugiej klasy jakości. Ostatecznie stan ekologiczny sklasyfikowano jako umiarkowany. Stan chemiczny wód został sklasyfikowany jako poniżej dobrego ze względu na przekroczenie norm zawartości niektórych substancji priorytetowych (rtęć, polibromowane difenyloetery, fluoranten, benzo(a)piren, heptachlor) w tkankach ryb.